# Bjersunds tegelbruk

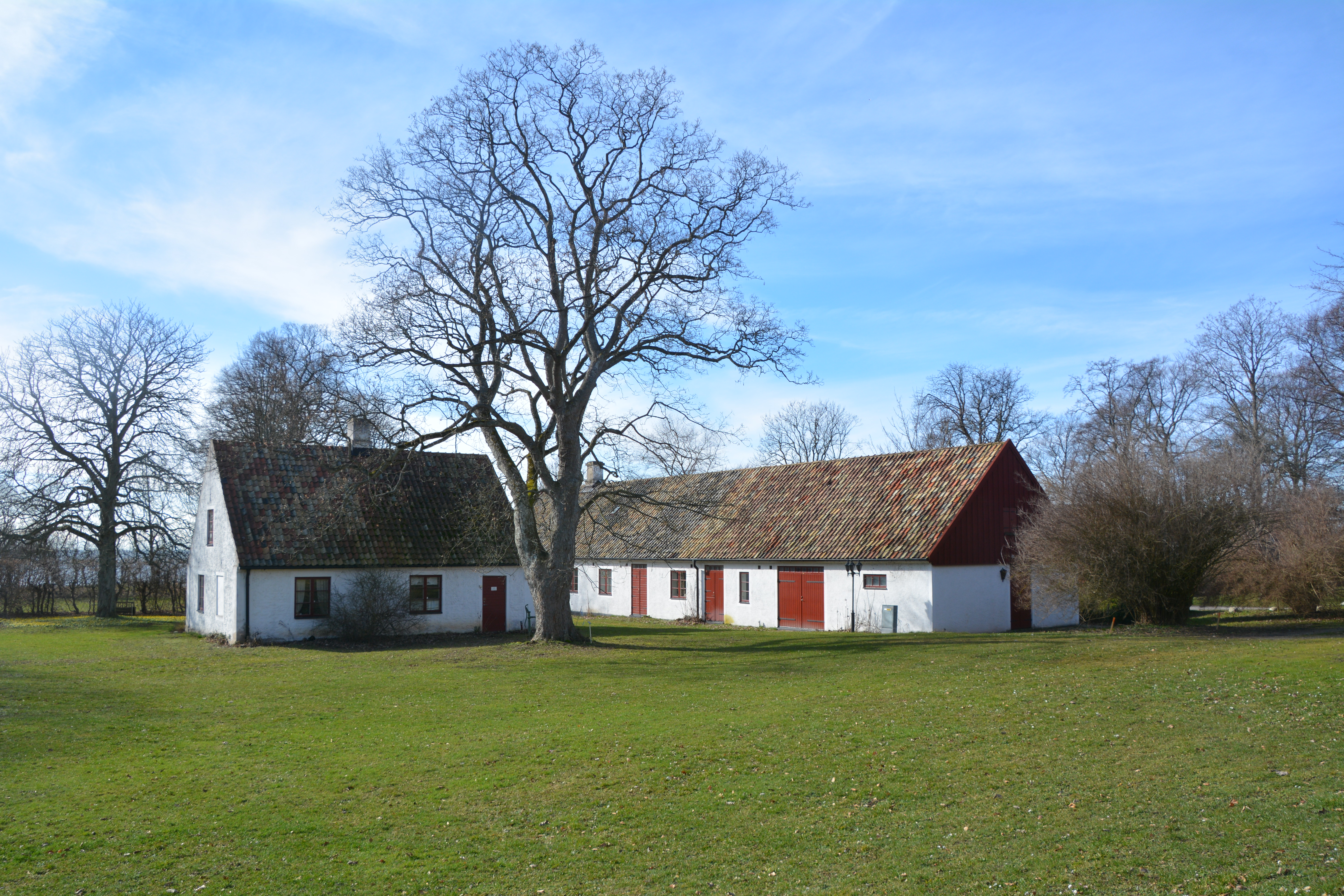
Tegelmästarens bostad och Långa långan

Bjersunds tegelbruk var ett tegelbruk i Bjärred i Lomma kommun.
Bjersunds tegelbruk grundades 1855 för att möta den då stora efterfrågan på murtegel för byggande av järnvägsstationer i södra Skåne. Det köptes 1859 av den tidigare hemmansägaren Anders Bengtsson från Önnerup. År 1862 köpte Frans Henrik Kockum marken för att ha som sommarnöje. Kockum hade 1858 köpt mark väster om Höje å i Lomma och anlagt ett stort tegelbruk där. Tegeltillverkningen fortsatte i Bjersund till 1887, då Frans Henrik Kockum den yngre lade ner verksamheten och byggde Bjärreds första sommarvilla på området. 
Tegelbrukets byggnader användes efter nedläggningen för andra ändamål, bland annat champinjonodling och som förvaringsutrymme för äpplen, och har därför bevarats. Lomma kommun köpte fastigheten i början av 1970-talet. Under 1980-talet renoverades byggnaderna, bland andra Tegelmästarebostaden och en så kallad periodisk valvugn.
Bjersunds tegelbruk är idag ett museum, som drivs av Hembygdsföreningen i Lomma kommun.